# Monte Moran
El monte Moran (en inglés: Mount Moran) es una montaña situada en el parque nacional Grand Teton, al noroeste de Wyoming (Estados Unidos).
La montaña debe su nombre al artista Thomas Moran, un pintor especializado en los paisajes del Oeste de Estados Unidos cuando la región todavía estaba poco explorada.

## Geografía
La montaña se encuentra en las Montañas Rocosas, concretamente en la cordillera Teton, dominada por el Grand Teton seguida del monte Owen. El glaciar Skillet es uno de los glaciares presentes en la cara oriental de la montaña. De la mima manera que en el cercano Middle Teton, la roca del monte Moran es una intrusión de basalto conocida con el nombre de Black Dike ("dique negro").

## Historia
La primera ascensión se remonta al 22 de julio de 1922, fue efectuada por LeGrand Hardy, Bennet McNulty y Ben C. Rich pasando por el glaciar Skillet, porque se trata de una de las vías más accesibles para alcanzar la cumbre.
El 21 de noviembre de 1950 un avión de transporte C-47 se estrelló en la montaña durante una tormenta falleciendo sus 21 pasajeros.